# Europoort

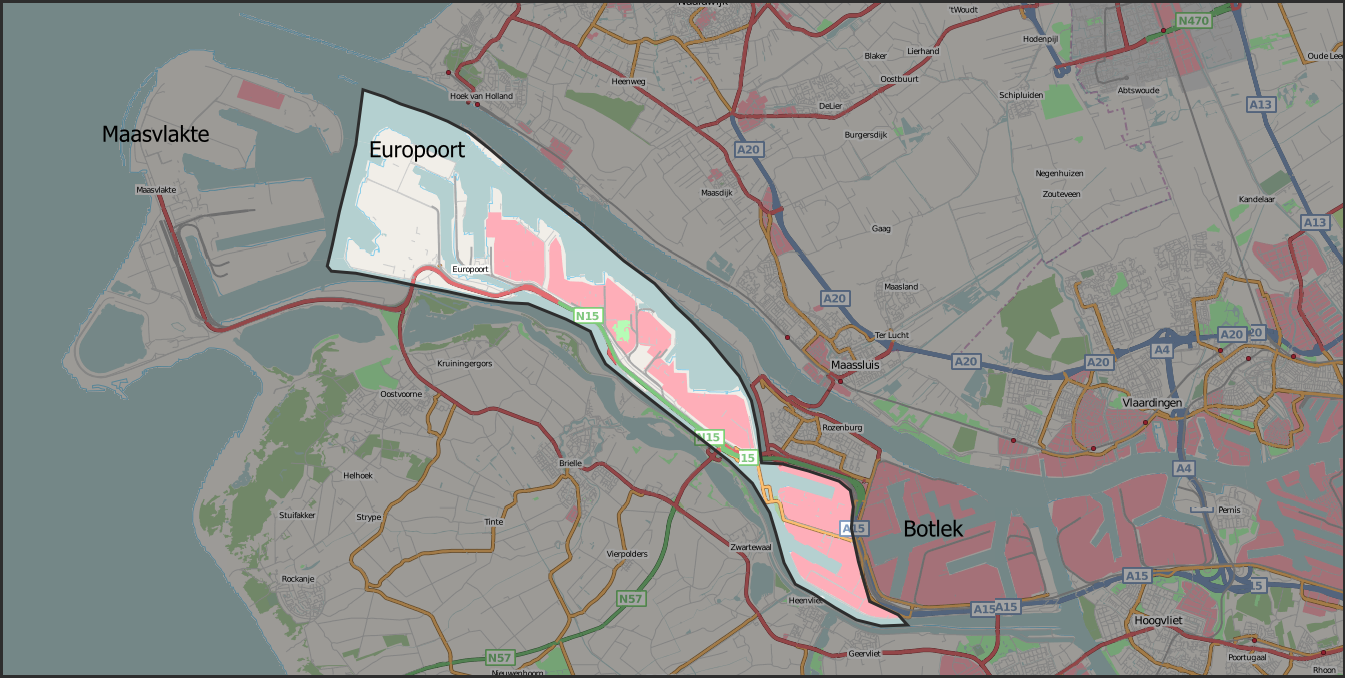
Carte montrant l'emplacement d'Europoort dans Rotterdam.

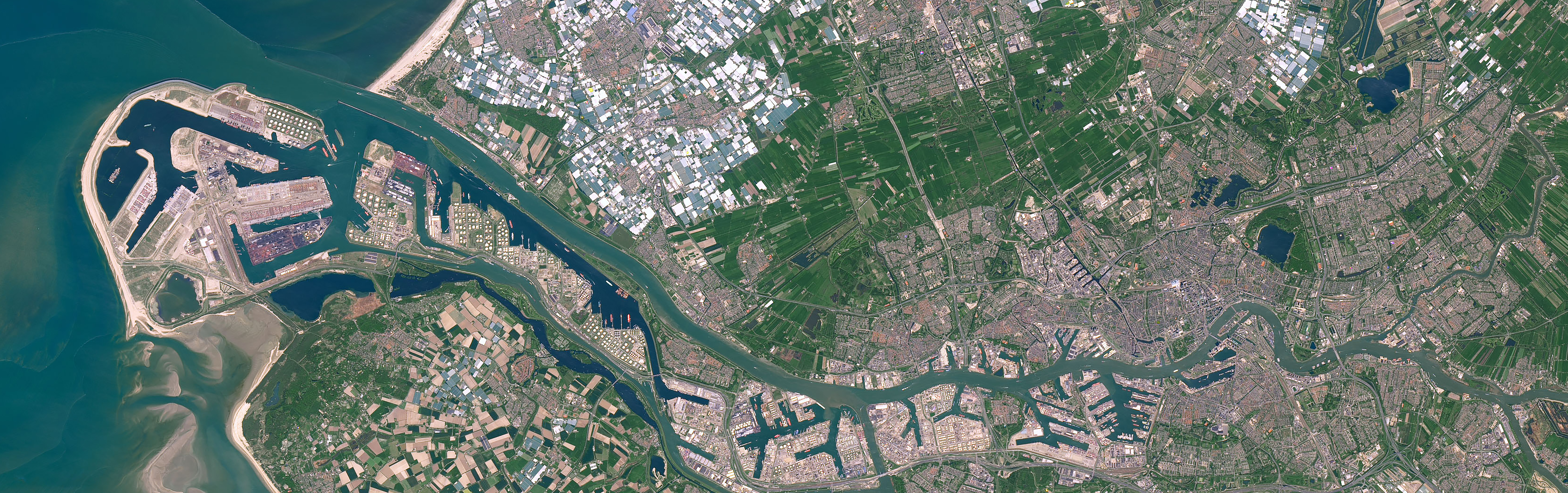
Image satellite d'Europoort.

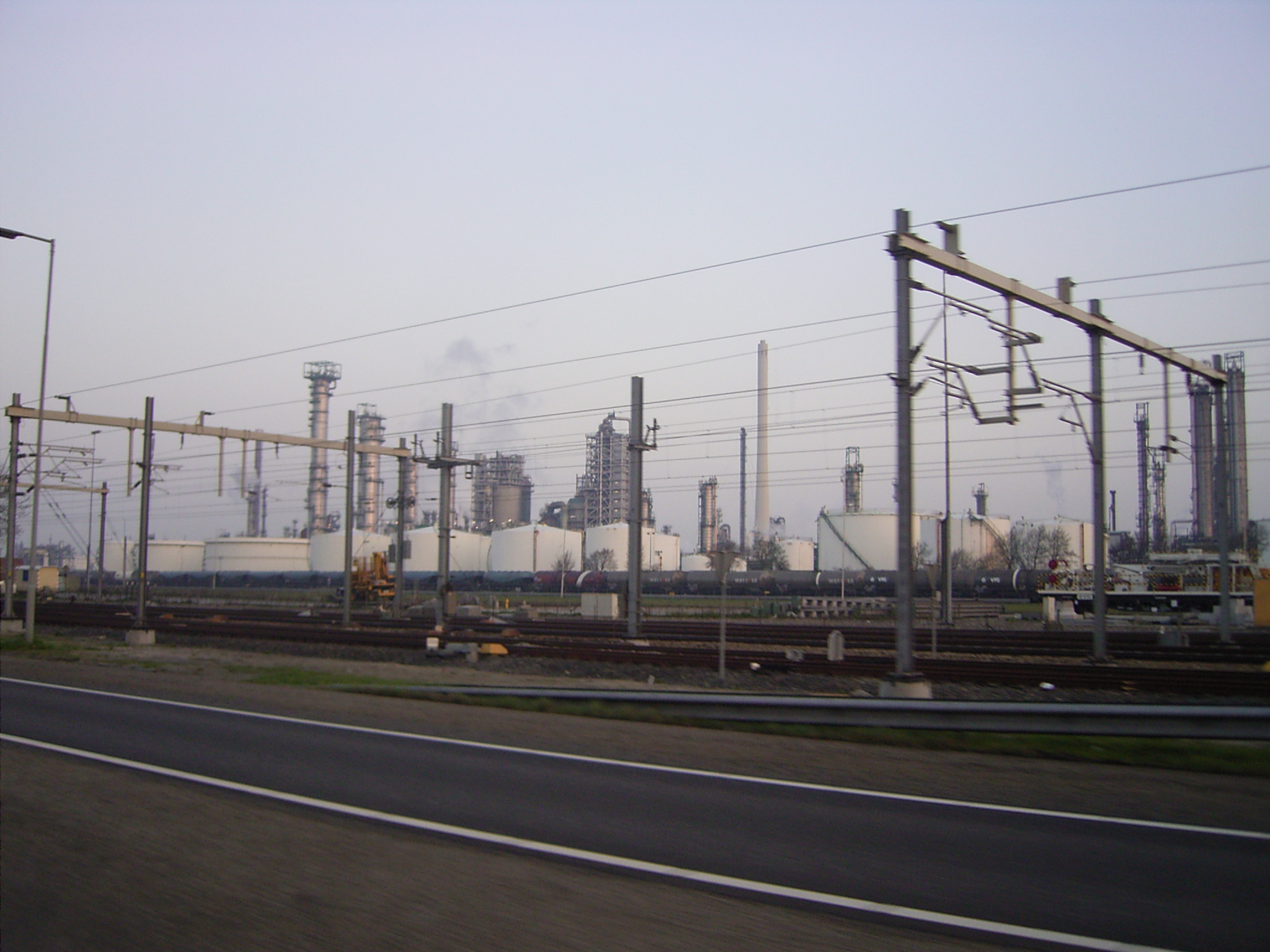
Photo d'Europoort prise le 1er février 2005.

Europoort (Eurogate, parfois Europort) est un important port artificiel et une zone industrielle qui fait partie du  port de Rotterdam aux Pays-Bas. Il se trouve sur l'île de Rozenburg.
Rotterdam s'est développée au cours des siècles, pour passer du statut de petite ville à celui de port international. Au cours des siècles passés, les quais furent construits tout au long des berges de la Nouvelle Meuse, mais vers les années 1960, la place manquait pour construire de nouvelles aires de manutention portuaire. Au XXe siècle, les communications entre la mer du Nord et Rotterdam étaient difficiles pour les grands navires, le port se trouvant sur le Delta de la Meuse et du Rhin, constitué d'un ensemble de bras de petite taille. Pour améliorer cette situation, le Nieuwe Waterweg, un canal de taille importante, fut creusé pour relier directement les cours majeurs de la Meuse et du Rhin à la mer, au détriment de la réserve naturelle De Beer. Le Nieuwe Waterweg fut rapidement affecté à l'activité portuaire, et en particulier la partie située à l'embouchure sur la mer du Nord, qui constitue l'Europoort.